# Gol Gran
Gol Gran va ser un grup d'animació del València CF. Fundat el 1994, es declarava com a apolític i va dissoldre's als pocs anys de la creació de la Grada Jove Mario Alberto Kempes. El seu butlletí es deia Recolzem. El nom, Gol Gran, ve de com s'ha anomenat històricament al Gol Sud de l'Estadi de Mestalla.

## Història

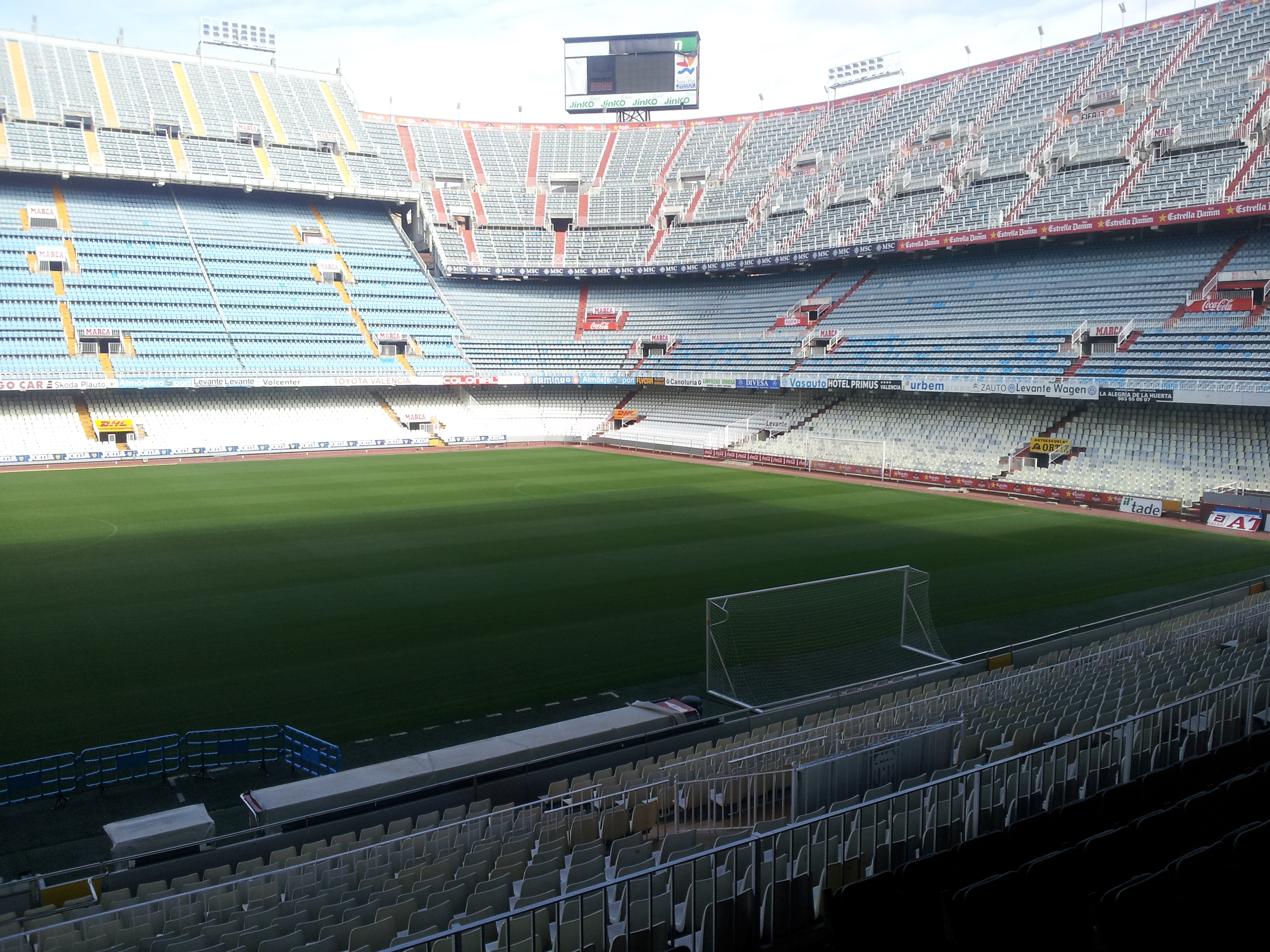
Gol gran (fons sud) de Mestalla, amb els colors anteriors a l'actual reforma.

L'origen d'este grup el trobem en 1989, amb la creació de la penya Lubos, dedicada al jugador Liuboslav Pènev. Amb el temps la penya, situada originalment a la corba del fons nord juntament amb els Yomus, canviaria la seua localització el 1994 per la grada general de peu sud i passaria a conèixer-se com Lubos Gol Gran. La penya Gol Gran eliminaria qualsevol referència al jugador en el seu nom el 1996 quan Liuboslav Pènev, aleshores jugador de l'Atlètic de Madrid, agredira a l'aleshores president valencianista, Paco Roig, amb qui tenia una mala relació des de la seua època com a jugador merengot.
La penya naix arran de les converses que des de 1994 portaven a terme diversos jóvens provinents d'altres grups. Entre els seus fundadors hi havia noms com el de Rafa Lahuerta Yúfera, exmembre de Yomus, qui abandonà aquella penya pel rebuig que li causava la violència a que incitaven, i pensà Gol Gran com un grup que ajudara a rescatar el futbol d'aquells que l'instrumentalitzen, tot reivindicant el seu dret a animar al València CF sense violència. Tot i el protagonisme de Lahuerta en la creació i consolidació de Gol Gran, els vertaders fundadors van ser Pedro Nebot i Javier Galdón, de la penya Lubos, i Gonzalo Pérez, provinent també de Yomus.
Gol Gran renegava del moviment Ultra, però creia en l'animació i el colorit. Amb Lahuerta com a cara visible i ideòleg, el grup va basar la seua raó de ser en crear per a Mestalla una animació concorde amb el relat històric del club, sense interferències alienes a este. Desmarcant-se de l'atmosfera bel·ligerant del món ultra, es definien com una plataforma de jóvens aficionats que animaven al seu equip sense alardes de violència ambiental, rebutjant l'homofòbia, el racisme i l'exhibició de símbols nacionalistes, i practicant el bilingüisme en textos, pancartes i càntics.
Durant els primers anys, Gol Gran va destacar pel seu progressisme, l'originalitat i per l'ús de la cultura als camps de futbol, Amb una mitjana de quinze pancartes per temporada, Gol Gran va oferir al públic de Mestalla dels anys 1990 i primers 2000 reflexions i citacions literàries en forma de pancarta a l'inici dels partits. Posteriorment, tot i deixar de banda les referències literàries, també van continuar escrivint pancartes amb missatges que rememoraven episodis de la història del club o simplement l'animaven, i alguns dels seus càntics van convertir-se en símbols del valencianisme, com el dedicat a Pablo Aimar el dia del seu debut. Tot i haver fet més de 100 pancartes entre 1994 i 2004, l'única pancarta amb transcendència fora de la grada va ser una dedicada al president Paco Roig en 1997. En un context on l'equip tenia una mala posició al campionat de lliga, l'ordre de retirar la pancarta va provocar que el públic de Mestalla començara a demanar la dimissió del president.
A partir de 1999, Lahuerta comença a distanciar-se del grup, esdevenint una espècie de mort-vivent que sols col·laborava en l'elaboració de les pancartes fins a abandonar la grada en 2004. També Pedro Nebot havia abandonat la grada l'any 2002. I poc després, amb l'inici de la temporada 2005-2006, el grup VCF Sud va escindir-se de Gol Gran per desavinenteses.
Entre 1994 i 1998 Gol Gran van situar-se a la grada general de peu. El 1998 passen a la tercera graderia, que abandonarien el 2000 per a ubicar-se en la grada baixa.
Des de la temporada 2011-12 formen part, junt als Ultras Yomus de la Curva Nord Mario Alberto Kempes, un grup d'animació conjunt.